# 2769 Mendeleev
2769 Mendeleev è un asteroide della fascia principale. Scoperto nel 1976, presenta un'orbita caratterizzata da un semiasse maggiore pari a 3,1393618 au e da un'eccentricità di 0,1266369, inclinata di 2,52188° rispetto all'eclittica.
L'asteroide è dedicato al chimico russo Dmitrij Ivanovič Mendeleev.